# Kuroda Yoshitaka
Pour les articles homonymes, voir Kuroda.
Kuroda Yoshitaka est un nom japonais traditionnel ; le nom de famille (ou le nom d'école), Kuroda, précède donc le prénom (ou le nom d'artiste).
Kuroda Yoshitaka (黒田 孝高, 22 décembre 1546-19 avril 1604), aussi connu sous le nom de Kuroda Kanbei (黒田 官兵衛), est un daimyo de la fin de l'époque Sengoku et du début de l'époque d'Edo. Réputé homme très ambitieux, il est chef stratège auprès de Toyotomi Hideyoshi.

## Jeunesse
Kuroda Yoshitaka naît à Himeji le 22 décembre 1546, fils de Kuroda Mototaka. Les Kuroda passent pour être originaires de la province d'Ōmi. Kuroda Shigetaka, le grand-père de Yoshitaka, emmène la famille à Himeji et s'installe au château de Gochaku (御着城), situé à l'est du château d'Himeji.
Shigetaka est au service de Kodera Masamoto, le daimyo de Himeji, qui est si élogieux à son sujet que le fils de Shigetaka Mototaka est autorisé à épouser la fille adoptive de Masamoto et à utiliser le nom Kodera.

## Carrière
Yoshitaka devient chef de la famille Hajime en 1567. Quelques années plus tard, tandis que Toyotomi Hideyoshi est à la pointe de l'avancée du clan Oda dans la région de Chūgoku, fait serment de fidélité aux Oda[Qui ?]. Yoshitaka, avec Takenaka Hanbei qui est malade, sert de stratège à Hideyoshi et participe à la campagne contre le clan Mōri.
Peu avant 1587, Yoshitaka reçoit de Toyotomi Hideyoshi l'ordre de mener une attaque dans le Kyūshū. Avec lui se trouve le fameux daimyo chrétien Takayama Ukon. Après avoir vu la population chrétienne prospère du Kyūshū et sous l'influence de Ukon, Yoshitaka est baptisé du nom ドン・シメオン (Dom Simeão = Don Simeon). Après une visite au port de Nagasaki contrôlé par les jésuites, Toyotomi Hideyoshi s'inquiète de l'influence qu'exercent les jésuites et les daimyos chrétiens et, en 1587, émet son célèbre édit qui expulse les missionnaires étrangers et ordonne à tous les samouraïs chrétiens sous son autorité d'abandonner leur foi. Alors que Takayama Ukon résiste à l'édit et perd son fief, Yoshitaka abandonne sa nouvelle religion et adopte un habit de moine, s'appelant lui-même Josui (如水). Son geste le plus important au cours de sa courte période en tant que chrétien est son intervention pour sauver une mission jésuite de la province de Bungo lorsque Ōtomo Sōrin, le daimyo chrétien de cette province, est l'objet d'attaques de la part du clan Shimazu.

## Fin de vie
Yoshitaka essaye de conquérir la région de Kyūshū lors de la bataille de Sekigahara en 1600, mais cette tentative se termine par un échec. Après que son fils Nagamasa lui a succédé, Yoshitaka meurt en 1604.